# 白沙液
白沙液，是长沙出产的一种以高粱为主料酿制的白酒。源于1952年6月，当局将合并以溁湾镇“同茂长”为首的当地酒坊而成立的白沙酒厂。1970年代初，酒厂总结了中国其他名酒的生产经验，正式生产白沙液酒，当时据传酒尚未取酒名，1974年毛泽东到湖南考察后，对该酒评价甚高，因该酒取自白沙古井之水酿造而提议“白沙液”。1973年被评为湖南省优质产品。此酒1970年代末起曾风靡一时，地位也曾仅次于五粮液和茅台，跻身于国内三大名酒，并跻身国宴用酒之列。1984年，在轻工业部全国酒类质量大赛中获银杯奖：1988年在第五届全国评酒会上被评为国家优质酒银质奖。2006年开始，原白沙酒厂进行整体改制，成立了白沙酒业有限责任公司。